# Grandchamp, Sarthe
Grandchamp là một xã thuộc tỉnh Sarthe trong vùng Pays-de-la-Loire tây bắc nước Pháp. Xã này nằm ở khu vực có độ cao từ 81-146 mét trên mực nước biển.